# Friedrich Stockinger (Politiker, 1878)

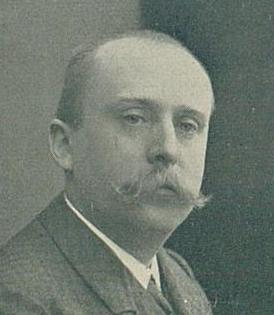
Friedrich Stockinger

Friedrich Wilhelm Leopold Stockinger (* 26. November 1878 in Karlsruhe; † 4. Januar 1937 in St. Georgen im Schwarzwald) war 1918/19 Minister für Kultus und Unterricht in der Badischen vorläufigen Volksregierung der Republik Baden. 

## Leben
Stockinger absolvierte seine Schulausbildung im heimatlichen Karlsruhe und trat 1895 als Finanzgehilfe in die Finanzverwaltung des Großherzogtums Baden ein. Ab 1901 war er bei der AOK Pforzheim als Kassenbeamter tätig.
1905 wurde er in den Bürgerausschuss der Stadt Pforzheim gewählt, 1911 wurde er dort Stadtrat und 1919 bis 1921 schließlich Bürgermeister von Pforzheim. 
Am 21. Oktober 1909 wurde er für die SPD im 49. Wahlkreis (Gemeinden des Amtes Pforzheim) in die zweite Kammer der Badischen Ständeversammlung gewählt und am 21. Oktober 1913 verlängerten die Wähler sein Mandat bis 27. Juni 1917. Per Gesetz wurde die Legislaturperiode bis zum 21. Oktober 1919 verlängert, um eine Neuwahl während des noch andauernden Weltkriegs zu vermeiden.
Anlässlich des 100-jährigen Verfassungsjubiläums erhielt er 1918 das Ritterkreuz II. Klasse des Ordens vom Zähringer Löwen.
Am 10. November 1918 übernahm Stockinger in der Badischen vorläufigen Volksregierung für wenige Monate (bis 2. April 1919) das Amt des Unterrichtsministers. 
Am 5. Januar 1919 wurde er in die verfassunggebende Nationalversammlung der Republik Baden gewählt, die nach der Volksabstimmung vom 13. April 1919 über die neue Verfassung bis 7. Oktober 1921 als Landtag weiterarbeitete. 
Von November 1921 bis 20. März 1933 war er Bürgermeister in St. Georgen im Schwarzwald.